# Spyros Sakkas
Spyros Sakkas, griechisch Σπύρος Σακκάς (* 8. September 1938 in Athen) ist ein griechischer Opernsänger (Bariton).

## Leben
Sakkas studierte bis 1964 am Athener Konservatorium Gesang bei Kimon Triantaphyllou und Marica Kalphopoulou. Am Mozarteum in Salzburg war er Schüler von Max Lorenz und Paul von Schilhawsky (Lied und Oratorium).
Er begann seine Laufbahn als Bariton am Staatstheater Braunschweig. Neben Auftritten in vielen Opernhäusern in Europa und den USA arbeitete er für Rundfunk und Fernsehen und wirkte auch als Filmschauspieler. Sakkas gilt als Spezialist für zeitgenössische Musik und sang Uraufführungen von Werken von Komponisten wie George Crumb, Iannis Xenakis, Manos Hadjidakis, Wilhelm Killmayer, Günter Bialas, Theodore Antoniou, Antonis Apergis, Jani Christou, Joseph Castaldo, René Koering, Georges Couroupos, Gérard Grisey, Lejaren Hiller, Ahmed Essyad und  Mikis Theodorakis.
Zwanzig Jahre lang unternahm er weltweite Tourneen, auf denen er, am Klavier vom Komponisten begleitet, Lieder von Manos Hadjidakis aufführte. Daneben widmet er sich der Erforschung und Aufführung historischer griechischer Musik.

## Diskografie
- Mila mou yia Mila (Kindermusik von Stavros Papastavrou), 1985
- Manos Hadjidakis: Dio naftika Tragoudia, To katarameno Fidi, O Kiklos tou C.N.S., Rithmoloyia, 1999
- Xenakis: Orchestral Works Vol 1, 2000
- Logos Mousikos (Werke von Mikis Theodorakis, Argyris Kounadis, Georges Couroupos, Manos Hadjidakis), 2002
- Xenakis: Anastenaria, Troorkh, Aïs, 2003
- Foni Idravleos (Werke von Georges Couroupos, Giannis Markopoulos, Apostolos Hadjichristos, Manos Hadjidakis), 2003
- I Sinelefsi ton Zoon und Exi Tragoudia yia Pondikia (Werke von Georges Couroupos), 2007